# Flaveria australasica
Flaveria australasica es una especie de planta perteneciente al género Flaveria, de origen australiano. Se trata de una planta endémica del estado de Australia Occidental. 

## Descripción
Se trata de una planta herbácea, que alcanza una altura que varía entre 0,1 m a 0,8 m. La floración ocurre entre los meses de diciembre a enero (coincidente con el verano austral, pues la especie se da de forma natural en el hemisferio sur). Esta especie se puede encontrar junto a corrientes de agua, salinas, terrenos cercanos a cursos de agua y tendientes a inundaciones, entre otros. 